# Урочище «Шумейкове»
Уро́чище «Шуме́йкове» — ботанічна пам'ятка природи місцевого значення в Україні. Розташована в межах Сенчанської сільської громади Миргородського району Полтавської області, на південний схід від села Дрюківщина.
Площа 17 га. Статус присвоєно згідно з рішенням облвиконкому № 329 від 22.07.1969 року. Перебуває у віданні: ДП "Полтавське державне лісогосподарське підприємство «Полтаваоблагроліс» (Лохвицьке агролісництво, кв. 173, вид. 7-9).
Статус присвоєно для збереження частини лісового масиву з насадженнями клена, липи, дуба.

## Галерея

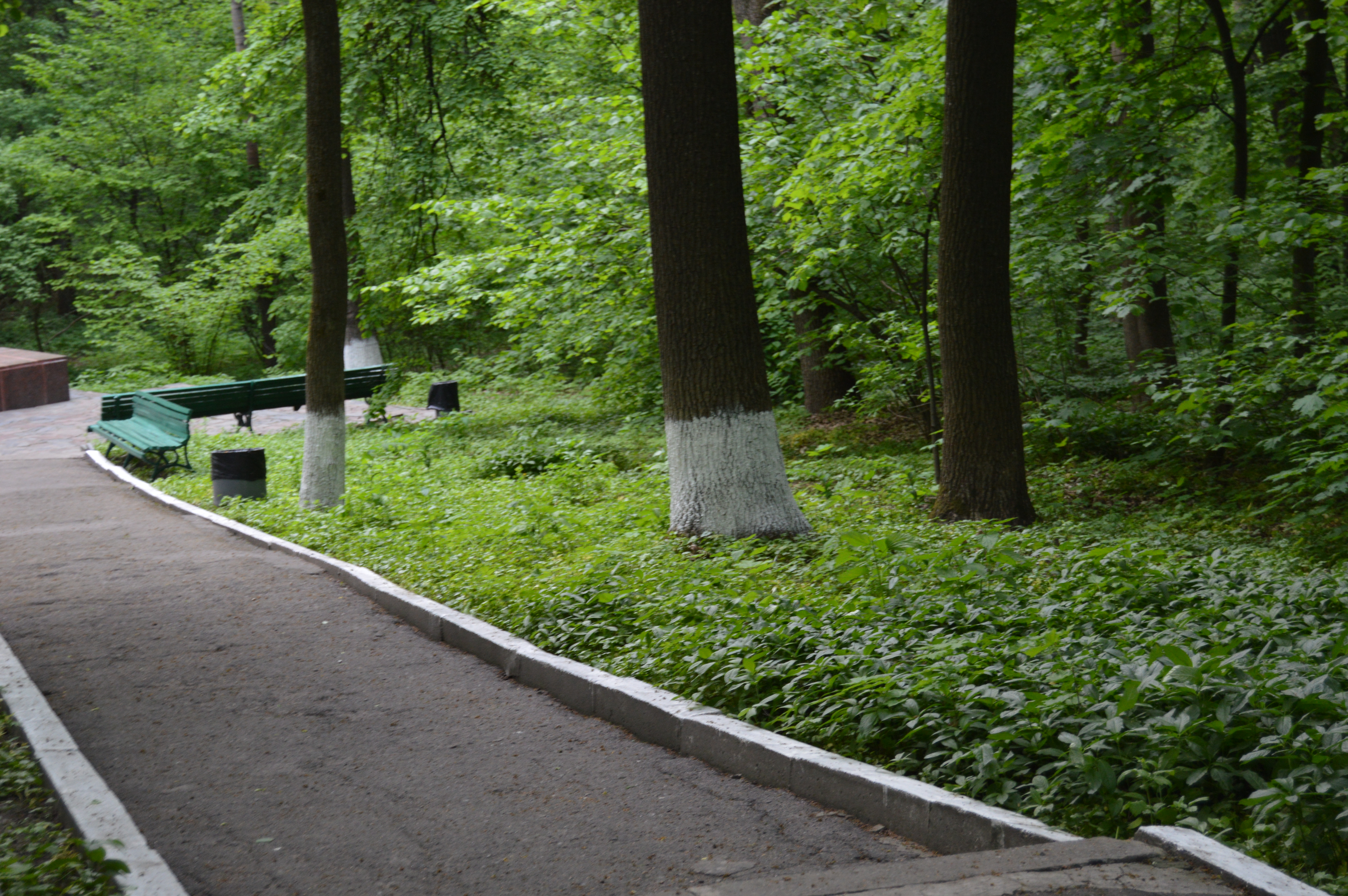
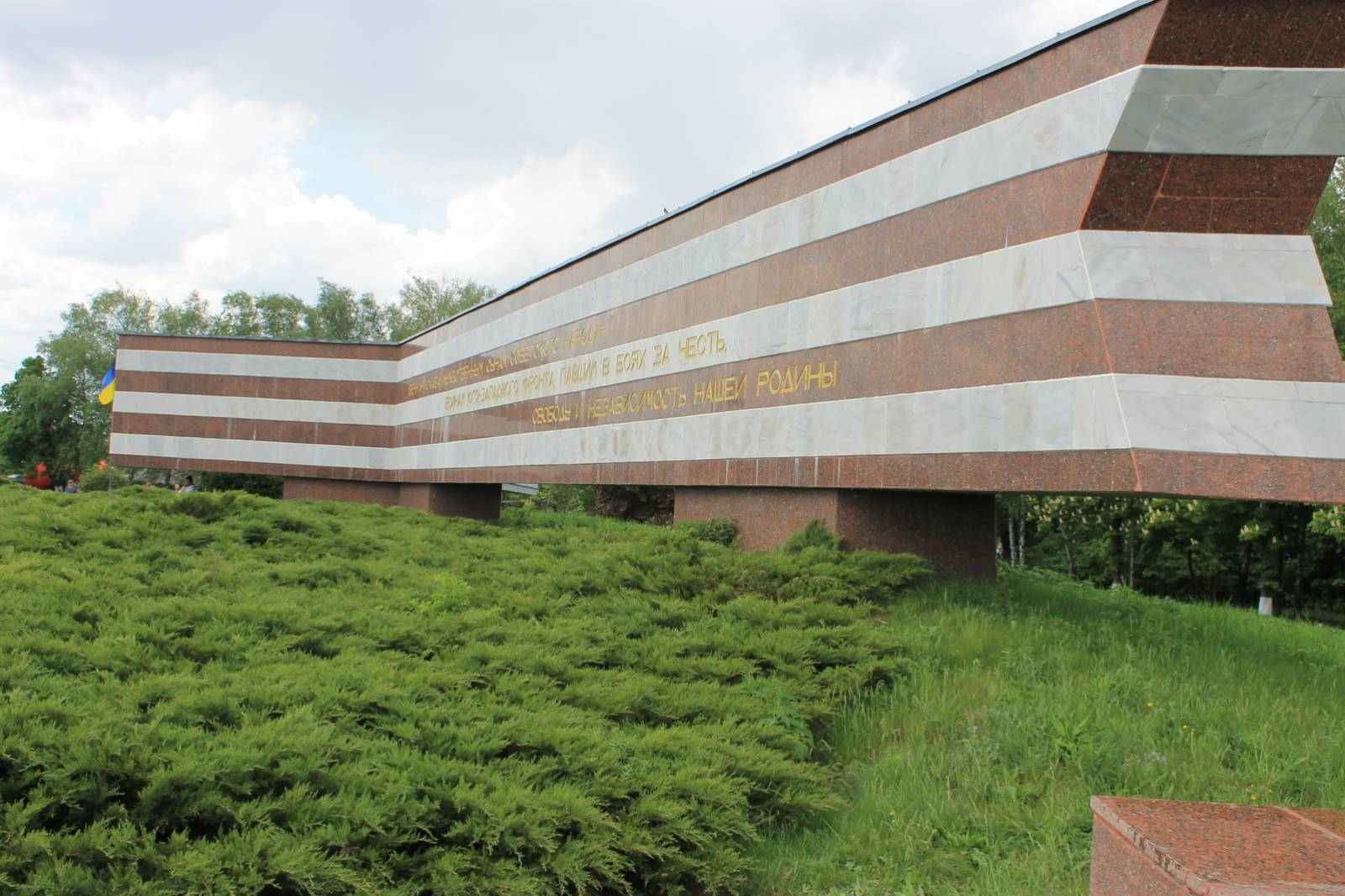
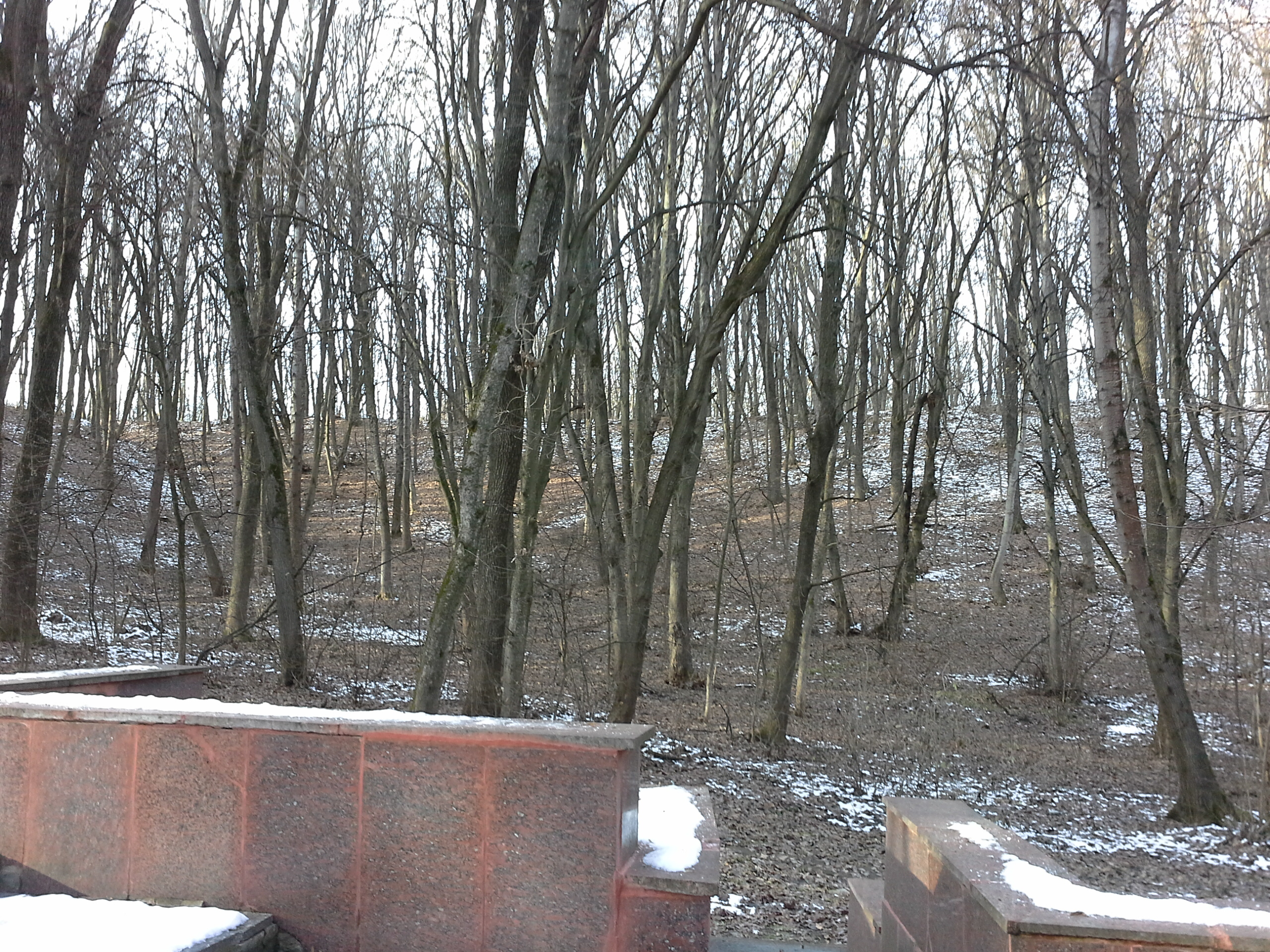